# Loume Vermeulen
Loume Vermeulen – południowoafrykański zapaśnik walczący w stylu wolnym. Zajął 32 miejsce na mistrzostwach świata w 1995. Srebrny medalista igrzysk afrykańskich w 1995 roku.